# Chicago Bulls 2020-2021
La stagione 2020-21 dei Chicago Bulls è stata la 55ª stagione della franchigia nella NBA.

## Scelta draft
| Giro | Scelta | Giocatore        | Ruolo | Nazionalità | Università/Squadra  |
| ---- | ------ | ---------------- | ----- | ----------- | ------------------- |
| 1    | 4      | Patrick Williams | AP    | Stati Uniti | Fl. State Seminoles |
| 2    | 44     | Marko Simonović  | AG/C  | Montenegro  | Mega Belgrado       |

## Roster
| \| Pos. \| Num. \| Naz. \| Nome \| Altezza \| Peso \| Data nascita \| Provenienza \| \| ---- \| ---- \| ---- \| ------------------ \| ------- \| ------ \| ------------ \| ------------------- \| \| A \| 5 \| \| Aminu, Al-Farouq \| 206 cm \| 100 kg \| 21-09-1990 \| Wake Forest \| \| P \| 51 \| \| Arcidiacono, Ryan \| 190 cm \| 80 kg \| 26-03-1994 \| Villanova \| \| G/AP \| 7 \| \| Brown, Troy \| 198 cm \| 97 kg \| 28-07-1999 \| Oregon \| \| P \| 3 \| \| Dotson, Devon (TW) \| 188 cm \| 84 kg \| 02-08-1999 \| Kansas \| \| A/C \| 6 \| \| Felício, Cristiano \| 206 cm \| 127 kg \| 07-07-1992 \| CCSE Prep (CA) \| \| G/AP \| 11 \| \| Green, Javonte \| 193 cm \| 93 kg \| 23-07-1993 \| Radford \| \| G \| 8 \| \| LaVine, Zach \| 196 cm \| 84 kg \| 10-03-1995 \| UCLA \| \| AG \| 24 \| \| Markkanen, Lauri \| 213 cm \| 104 kg \| 22-05-1997 \| Arizona \| \| G \| 20 \| \| Mokoka, Adam (TW) \| 196 cm \| 86 kg \| 18-07-1998 \| Francia \| \| P/G \| 31 \| \| Satoranský, Tomáš \| 201 cm \| 95 kg \| 30-10-1991 \| Repubblica Ceca \| \| G \| 17 \| \| Temple, Garrett \| 198 cm \| 88 kg \| 08-05-1986 \| LSU \| \| A/C \| 27 \| \| Theis, Daniel \| 206 cm \| 110 kg \| 04-04-1992 \| Germania \| \| G \| 45 \| \| Valentine, Denzel \| 198 cm \| 98 kg \| 16-11-1993 \| Michigan State \| \| C \| 9 \| \| Vučević, Nikola \| 213 cm \| 118 kg \| 24-10-1990 \| Southern California \| \| P \| 0 \| \| White, Coby \| 196 cm \| 84 kg \| 16-02-2000 \| North Carolina \| \| AP \| 44 \| \| Williams, Patrick \| 203 cm \| 102 kg \| 26-08-2001 \| Florida State \| \| A \| 21 \| \| Young, Thaddeus \| 203 cm \| 104 kg \| 21-06-1988 \| Georgia \| | Allenatore - Billy Donovan Assistente/i - John Bryant - Maurice Cheeks - Damian Cotter - Chris Fleming - Josh Longstaff - Billy Schmidt Legenda - (C) Capitano - (FA) Free agent - (S) Sospeso - (TW) Contratto Two-way - (GL) Assegnato a squadra G League affiliata - (SD) Scelto al Draft - Infortunato Roster • Transazioni · Ultima transazione: 5 gennaio 2021 |                                                |                    |         |        |              |                     |
| Pos. | Num. | Naz.                                           | Nome               | Altezza | Peso   | Data nascita | Provenienza         |
| A | 5 | Stati Uniti (bandiera) · Nigeria (bandiera)    | Aminu, Al-Farouq   | 206 cm  | 100 kg | 21-09-1990   | Wake Forest         |
| P | 51 | Stati Uniti (bandiera) · Italia (bandiera)     | Arcidiacono, Ryan  | 190 cm  | 80 kg  | 26-03-1994   | Villanova           |
| G/AP | 7 | Stati Uniti (bandiera)                         | Brown, Troy        | 198 cm  | 97 kg  | 28-07-1999   | Oregon              |
| P | 3 | Stati Uniti (bandiera)                         | Dotson, Devon (TW) | 188 cm  | 84 kg  | 02-08-1999   | Kansas              |
| A/C | 6 | Brasile (bandiera)                             | Felício, Cristiano | 206 cm  | 127 kg | 07-07-1992   | CCSE Prep (CA)      |
| G/AP | 11 | Stati Uniti (bandiera) · Montenegro (bandiera) | Green, Javonte     | 193 cm  | 93 kg  | 23-07-1993   | Radford             |
| G | 8 | Stati Uniti (bandiera)                         | LaVine, Zach       | 196 cm  | 84 kg  | 10-03-1995   | UCLA                |
| AG | 24 | Finlandia (bandiera)                           | Markkanen, Lauri   | 213 cm  | 104 kg | 22-05-1997   | Arizona             |
| G | 20 | Francia (bandiera)                             | Mokoka, Adam (TW)  | 196 cm  | 86 kg  | 18-07-1998   | Francia             |
| P/G | 31 | Rep. Ceca (bandiera)                           | Satoranský, Tomáš  | 201 cm  | 95 kg  | 30-10-1991   | Repubblica Ceca     |
| G | 17 | Stati Uniti (bandiera)                         | Temple, Garrett    | 198 cm  | 88 kg  | 08-05-1986   | LSU                 |
| A/C | 27 | Germania (bandiera)                            | Theis, Daniel      | 206 cm  | 110 kg | 04-04-1992   | Germania            |
| G | 45 | Stati Uniti (bandiera)                         | Valentine, Denzel  | 198 cm  | 98 kg  | 16-11-1993   | Michigan State      |
| C | 9 | Montenegro (bandiera)                          | Vučević, Nikola    | 213 cm  | 118 kg | 24-10-1990   | Southern California |
| P | 0 | Stati Uniti (bandiera)                         | White, Coby        | 196 cm  | 84 kg  | 16-02-2000   | North Carolina      |
| AP | 44 | Stati Uniti (bandiera)                         | Williams, Patrick  | 203 cm  | 102 kg | 26-08-2001   | Florida State       |
| A | 21 | Stati Uniti (bandiera)                         | Young, Thaddeus    | 203 cm  | 104 kg | 21-06-1988   | Georgia             |

## Classifiche

### Central Division
| Central Division        | V  | S  | V%   | PR   | Casa  | Trasf | Div  | PG |
| ----------------------- | -- | -- | ---- | ---- | ----- | ----- | ---- | -- |
| y – Milwaukee Bucks     | 46 | 26 | .639 | 3,0  | 26–10 | 20–16 | 11–1 | 72 |
| ep – Indiana Pacers     | 34 | 38 | .472 | 15,0 | 13–23 | 21–15 | 7–5  | 72 |
| e – Chicago Bulls       | 31 | 41 | .431 | 18,0 | 15–21 | 16–20 | 7–5  | 72 |
| e – Cleveland Cavaliers | 22 | 50 | .306 | 27,0 | 13–23 | 9–27  | 4–8  | 72 |
| e – Detroit Pistons     | 20 | 52 | .278 | 29,0 | 13–23 | 7–29  | 1–11 | 72 |

### Eastern Conference
| Eastern Conference | Eastern Conference       | Eastern Conference | Eastern Conference | Eastern Conference | Eastern Conference | Eastern Conference |
| #                  | Squadra                  | V                  | S                  | V%                 | PR                 | PG                 |
| ------------------ | ------------------------ | ------------------ | ------------------ | ------------------ | ------------------ | ------------------ |
| 1                  | z – Philadelphia 76ers * | 49                 | 23                 | .681               | –                  | 72                 |
| 2                  | x – Brooklyn Nets        | 48                 | 24                 | .667               | 1,0                | 72                 |
| 3                  | y – Milwaukee Bucks *    | 46                 | 26                 | .639               | 3,0                | 72                 |
| 4                  | x – N.Y. Knicks          | 41                 | 31                 | .569               | 8,0                | 72                 |
| 5                  | y – Atlanta Hawks *      | 41                 | 31                 | .569               | 8,0                | 72                 |
| 6                  | x – Miami Heat           | 40                 | 32                 | .556               | 9,0                | 72                 |
|                    |                          |                    |                    |                    |                    |                    |
| 7                  | xp – Boston Celtics      | 36                 | 36                 | .500               | 13,0               | 72                 |
| 8                  | xp – Wash. Wizards       | 34                 | 38                 | .472               | 15,0               | 72                 |
| 9                  | ep – Indiana Pacers      | 34                 | 38                 | .472               | 15,0               | 72                 |
| 10                 | ep – Charlotte Hornets   | 33                 | 39                 | .458               | 16,0               | 72                 |
|                    |                          |                    |                    |                    |                    |                    |
| 11                 | e – Chicago Bulls        | 31                 | 41                 | .431               | 18,0               | 72                 |
| 12                 | e – Toronto Raptors      | 27                 | 45                 | .375               | 22,0               | 72                 |
| 13                 | e – Cleveland Cavaliers  | 22                 | 50                 | .306               | 27,0               | 72                 |
| 14                 | e – Orlando Magic        | 21                 | 51                 | .292               | 28,0               | 72                 |
| 15                 | e – Detroit Pistons      | 20                 | 52                 | .278               | 29,0               | 72                 |

## Mercato

### Trade
| 15 marzo 2021 | Ai Chicago BullsNikola Vučević Al-Farouq Aminu                                                                                       | Agli Orlando MagicWendell Carter Jr. Otto Porter Jr. Scelta al primo giro del draft 2021 Scelta al primo giro del draft 2023 |
| 25 marzo 2021 | Ai Chicago BullsTroy Brown Jr. (da Washington) Javonte Green (da Boston) Daniel Theis (da Boston) Pagamento (da Boston e Washington) | Ai Boston CelticsLuke Kornet (da Chicago) Moritz Wagner (da Washington)                                                      |
| 25 marzo 2021 | Ai Washington WizardsDaniel Gafford (da Chicago) Chandler Hutchison (from Chicago)                                                   | |

### Acquisti
| Data             | Giocatore      | Contratto             | Provenienza     |
| ---------------- | -------------- | --------------------- | --------------- |
| 21 novembre 2020 | Garrett Temple | 1 anno - $4.7 milioni | Brooklyn Nets   |
| 21 novembre 2020 | Devon Dotson   | Two-way               | Kansas Jayhawks |
| 26 novembre 2020 | Noah Vonleh    | 1 anno - $2 milioni   | Denver Nuggets  |

### Cessioni
| Data             | Giocatore          | Motivo     | Nuova squadra |
| ---------------- | ------------------ | ---------- | ------------- |
| 29 novembre 2020 | Kris Dunn          | Free-agent | Atlanta Hawks |
| 29 novembre 2020 | Shaquille Harrison | Free-agent | Utah Jazz     |
| 14 dicembre 2020 | Noah Vonleh        | Rilasciato | Brooklyn Nets |